# ان شائو
ان شائو (به لاتین: An Châu) یک منطقهٔ مسکونی در ویتنام است که در استان باک گیانگ واقع شده‌است.